# Arnaldo Bernardo del Poggetto
Arnaldo Bernardo del Poggetto, Arnaud Bernard du Pouget (Le Pouget, 1310 circa – Viterbo, 30 settembre 1368), è stato un vescovo cattolico e cardinale francese.
Egli era pronipote del cardinale Bertrando del Poggetto e discendente dalla famiglia di Papa Giovanni XXII.

## Biografia
Studiò e si laureò in utroque iure, di cui fu anche professore. Canonico metropolitano delle diocesi dei capitoli delle cattedrali di Tours, Metz e Bourges, divenne cappellano papale. Fu consacrato vescovo e gli fu assegnata, nel 1348, la diocesi di Aix. Il 16 giugno 1361 fu nominato Patriarca latino di Alessandria, per la qual cosa lasciò la sede episcopale di Aix. Nel concistoro del 22 settembre 1368 fu nominato cardinale da Urbano V e camerlengo della Santa Romana Chiesa ma pochi giorni dopo morì.
È sepolto a Viterbo nella Basilica di San Francesco alla Rocca.